# Rio Claro
Rio Claro és una ciutat ubicada a l'Estat de São Paulo, al Brasil. El 2022 tenia 201.418 habitants, i una àrea de 521 km². L'altitud és de 613 m. En principi rep la denominació de São João Batista do Ribeirão Claro, per la qual cosa se celebra com a festa municipal el 24 de juny. Posteriorment, es va canviar la seua denominació a l'actual Rio Claro.
Al començament del segle xix, van arribar-hi nombrosos immigrants europeus, especialment d'Alemanya, Suïssa i Itàlia, i també d'Espanya, Portugal i l'est d'Europa. També van establir-se comunitats d'Àrabs Cristians, provinents de l'Imperi Otomà, especialment sirians i libanesos. Els immigrants japonesos van arribar posteriorment. A aquesta mescla cal sumar-hi un gruix important d'afroamericans.
Hi destaca la seua universitat pública, la UNESP, amb facultats de Geologia, Geografia, Matemàtiques, Física, Biologia o Pedagogia, entre d'altres.